# Bernard Frimat
Bernard Frimat est un homme politique français, né le 12 octobre 1940 à Paimbœuf. Membre du Parti socialiste, il est sénateur du Nord de 2002 à 2011. Il est maître de conférences de formation.

## Biographie
Bernard Frimat est maître de conférences à la faculté de droit et de sciences économiques de Lille (1964-1967), à l'IEP-Alger (1967-1971), à l'université des sciences et des techniques de Lille I (1971-1984) et à l'université de Lille III-Charles de Gaulle (1984-2001).
Il devient sénateur du Nord le 20 janvier 2002, en remplacement de Dinah Derycke, décédée. Durant son mandat sénatorial, il est élu par ses pairs juge titulaire à la cour de justice de la République. Après ce mandat, il est conseiller auprès du président du Sénat Jean-Pierre Bel.

## Synthèse des mandats et fonctions
Mandat local
- Adjoint au maire de Villeneuve-d'Ascq (1977-1989)
- Conseiller municipal de Valenciennes (1995-2002 et 2010-2013)

Mandat régional
- Conseiller régional du Nord-Pas-de-Calais (1977-2004)
- Vice-président du conseil régional du Nord-Pas-de-Calais (1984-2004)

Mandat européen
- Député européen (du 3 avril 1992 - en remplacement de Laurent Fabius[2] - au 18 juillet 1994)[3]

Mandat national
- Sénateur du Nord (2002-2011)
  - Membre de la commission des lois constitutionnelles, de la législation, du suffrage universel, du règlement et d'administration générale
  - Vice-président de la Délégation pour l'Union européenne
  - Vice-président délégué du groupe socialiste
  - Vice-président du sénat
  - Membre de la délégation européenne